# Fußball-Club Bayern München 2017-2018
Questa voce raccoglie le informazioni riguardanti il Fußball-Club Bayern München nelle competizioni ufficiali della stagione 2017-2018.

## Stagione
La nuova stagione 2017-2018 per il Bayern Monaco inizia con la vittoria in supercoppa di Germania contro i rivali del Borussia Dortmund. La partita viene vinta dai bavaresi ai rigori dopo che i tempi regolamentari e supplementari si conclusero sul punteggio di 2-2. In campionato il Bayern parte subito forte con due vittorie in altrettante gare disputate salvo poi incappare nella prima sconfitta stagionale per 2-0 alla terza giornata in casa dell'Hoffenheim. In Champions League i bavaresi vengono inseriti nel girone B insieme ai belgi dell'Anderlecht, agli scozzesi del Celtic e ai francesi del PSG. Proprio contro i transalpini perdono la seconda partita del girone in Francia per 3-0, risultato che costa la panchina al tecnico italiano Carlo Ancelotti, complice anche il momentaneo 3º posto in campionato. Il tecnico italiano viene sostituito momentaneamente dal francese Willy Sagnol per poi essere sostituito a sua volta dal ritorno sulla panchina bavarese del tecnico autore del triplete Jupp Heynckes. Con il suo ritorno in panchina il Bayern Monaco mette in fila 7 vittorie consecutive fra Champions League, Coppa di Germania e campionato dove il 4 novembre 2017 vince il "Der Klassiken" in casa del Borussia Dortmund con il punteggio di 3-1.

## Maglie e sponsor
| Casa | Trasferta | Terza maglia |

## Rosa
Rosa aggiornata al 28 settembre 2017.
| N. |                        | Ruolo | Calciatore                    |
| -- | ---------------------- | ----- | ----------------------------- |
| 1  | Germania (bandiera)    | P     | Manuel Neuer (capitano)       |
| 2  | Germania (bandiera)    | A     | Sandro Wagner                 |
| 4  | Germania (bandiera)    | D     | Niklas Süle                   |
| 5  | Germania (bandiera)    | D     | Mats Hummels                  |
| 6  | Spagna (bandiera)      | C     | Thiago Alcántara              |
| 7  | Francia (bandiera)     | C     | Franck Ribéry (vice-capitano) |
| 8  | Spagna (bandiera)      | C     | Javi Martínez                 |
| 9  | Polonia (bandiera)     | A     | Robert Lewandowski            |
| 10 | Paesi Bassi (bandiera) | C     | Arjen Robben (vice-capitano)  |
| 11 | Colombia (bandiera)    | C     | James Rodríguez               |
| 13 | Brasile (bandiera)     | D     | Rafinha                       |
| 14 | Spagna (bandiera)      | D     | Juan Bernat                   |
| 15 | Germania (bandiera)    | D     | Lars Lukas Mai                |

| N. |                     | Ruolo | Calciatore                    |
| -- | ------------------- | ----- | ----------------------------- |
| 17 | Germania (bandiera) | D     | Jérôme Boateng                |
| 19 | Germania (bandiera) | C     | Sebastian Rudy                |
| 22 | Germania (bandiera) | P     | Tom Starke                    |
| 23 | Cile (bandiera)     | C     | Arturo Vidal                  |
| 24 | Francia (bandiera)  | C     | Corentin Tolisso              |
| 25 | Germania (bandiera) | A     | Thomas Müller (vice-capitano) |
| 26 | Germania (bandiera) | P     | Sven Ulreich                  |
| 27 | Austria (bandiera)  | D     | David Alaba                   |
| 28 | Ghana (bandiera)    | A     | Kwasi Okyere Wriedt           |
| 29 | Francia (bandiera)  | A     | Kingsley Coman                |
| 30 | Germania (bandiera) | C     | Niklas Dorsch                 |
| 32 | Germania (bandiera) | C     | Joshua Kimmich                |
| 34 | Austria (bandiera)  | D     | Marco Friedl                  |

## Calciomercato

### Sessione estiva (dall'1/7 al 31/8)
| Acquisti         | Acquisti            | Acquisti        | Acquisti                                            |
| R.               | Nome                | da              | Modalità                                            |
| ---------------- | ------------------- | --------------- | --------------------------------------------------- |
| D                | Niklas Süle         | Hoffenheim      | definitivo (20 mln €)                               |
| C                | James Rodríguez     | Real Madrid     | prestito oneroso (13 mln €) con obbligo di riscatto |
| C                | Sebastian Rudy      | Hoffenheim      | svincolato                                          |
| D                | Kwasi Okyere Wriedt | Bayern Monaco   | promosso in prima squadra                           |
| P                | Tom Starke          | svincolato      |                                                     |
| C                | Corentin Tolisso    | Olympique Lione | definitivo (41,5 mln €)                             |
| D                | Marco Friedl        | Bayern Monaco   | promosso in prima squadra                           |
| P                | Christian Früchtl   | Bayern Monaco   | promosso in prima squadra                           |
| C                | Serge Gnabry        | Werder Brema    | definitivo (8 mln)                                  |
| Altre operazioni |                     |                 |                                                     |
| C                | Kingsley Coman      | Juventus        | definitivo (21 mln €)                               |
| D                | Medhi Benatia       | Juventus        | fine prestito                                       |
| D                | Gianluca Gaudino    | San Gallo       | fine prestito                                       |
| D                | Holger Badstuber    | Schalke 04      | fine prestito                                       |

| Cessioni         | Cessioni         | Cessioni     | Cessioni                   |
| R.               | Nome             | a            | Modalità                   |
| ---------------- | ---------------- | ------------ | -------------------------- |
| C                | Douglas Costa    | Juventus     | prestito oneroso (6 mln €) |
| C                | Xabi Alonso\|    | ritirato     |                            |
| Philipp Lahm     | ritirato         |              |                            |
| Tom Starke       | ritirato         |              |                            |
| D                | Holger Badstuber | Stoccarda    | svincolato                 |
| C                | Renato Sanches   | Swansea City | prestito                   |
| C                | Serge Gnabry     | Hoffenheim   | prestito oneroso (1mln €)  |
| Altre operazioni |                  |              |                            |
| D                | Medhi Benatia    | Juventus     | definitivo (17 mln €)      |
| C                | Kingsley Coman   | Juventus     | fine prestito              |
| D                | Gianluca Gaudino | Chievo       | definitivo (50 mila €)     |

### Sessione invernale(dal 3/1 al 1/2)
| Acquisti | Acquisti      | Acquisti   | Acquisti                  |
| R.       | Nome          | da         | Modalità                  |
| -------- | ------------- | ---------- | ------------------------- |
| A        | Sandro Wagner | Hoffenheim | definitivo (13 milioni €) |

| Cessioni | Cessioni     | Cessioni     | Cessioni |
| R.       | Nome         | a            | Modalità |
| -------- | ------------ | ------------ | -------- |
| D        | Marco Friedl | Werder Brema | prestito |

## Risultati

### Bundesliga

#### Girone di andata
| Arbitro: | Stieler |

|                                            |           |             |
| Süle 9’ Tolisso 18’ Lewandowski 53’ (rig.) | Marcatori | 65’ Mehmedi |

| Arbitro: | Dankert |

|  |           |                      |
|  | Marcatori | 72’, 75’ Lewandowski |

| Arbitro: | Siebert |

|              |           |  |
| Uth 27’, 51’ | Marcatori |  |

| Arbitro: | Stegemann |

|                                            |           |  |
| Müller 11’ Robben 23’ Lewandowski 50’, 77’ | Marcatori |  |

| Arbitro: | Fritz |

|  |           |                                                   |
|  | Marcatori | 25’ (rig.) Lewandowski 29’ J. Rodríguez 75’ Vidal |

| Arbitro: | Dingert |

|                                   |           |                       |
| Lewandowski 33’ (rig.) Robben 43’ | Marcatori | 56’ Arnold 83’ Didavi |

| Arbitro: | Osmers |

|                    |           |                             |
| Duda 51’ Kalou 56’ | Marcatori | 10’ Hummels 49’ Lewandowski |

| Arbitro: | Willenborg |

|                                                                                 |           |  |
| Schuster 8’ (aut.) Coman 42’ Thiago Alcántara 63’ Lewandowski 75’ Kimmich 90+3’ | Marcatori |  |

| Arbitro: | Fritz |

|  |           |             |
|  | Marcatori | 52’ Tolisso |

| Arbitro: | Siebert |

|                                  |           |  |
| J. Rodríguez 19’ Lewandowski 38’ | Marcatori |  |

| Arbitro: | Stieler |

|            |           |                                      |
| Bartra 88’ | Marcatori | 17’ Robben 37’ Lewandowski 67’ Alaba |

| Arbitro: | Schmidt |

|                               |           |  |
| Vidal 31’ Lewandowski 38’ 49’ | Marcatori |  |

| Arbitro: | Grafe |

|                                 |           |           |
| T. Hazard 39’ (rig.) Ginter 44’ | Marcatori | 74’ Vidal |

| Arbitro: | Winkmann |

|                                            |           |              |
| Vidal 17’ Coman 67’ Lewandowski 87’ (rig.) | Marcatori | 35’ Benschop |

| Arbitro: | Osmers |

|  |           |           |
|  | Marcatori | 20’ Vidal |

| Arbitro: | Siebert |

|                 |           |  |
| Lewandowski 60’ | Marcatori |  |

| Arbitro: | Ittrich |

|  |           |            |
|  | Marcatori | 79’ Müller |

#### Girone di ritorno
| Arbitro: | Siebert |

|             |           |                                               |
| Volland 70’ | Marcatori | 32’ J. Martínez 59’ Ribéry 90+1’ J. Rodríguez |

| Arbitro: | Kampka |

|                                    |           |                             |
| Müller 41’ 84’ Lewandowski 63’ 77’ | Marcatori | 25’ Gondorf 74’ (aut.) Süle |

| Arbitro: | Grafe |

|                                                            |           |                   |
| Lewandowski 20’ Boateng 25’ Coman 63’ Vidal 66’ Wagner 90’ | Marcatori | 3’ Uth 12’ Gnabry |

| Arbitro: | Storks |

|  |           |                             |
|  | Marcatori | 33’ Ribéry 44’ J. Rodríguez |

| Arbitro: | Stieler |

|                           |           |              |
| Lewandowski 6’ Müller 36’ | Marcatori | 29’ Di Santo |

| Arbitro: | Stegemann |

|           |           |                                     |
| Didavi 8’ | Marcatori | 64’ Wagner 90+1’ (rig.) Lewandowski |

| Monaco di Baviera 24 febbraio 2018, ore 15:30 CET 24ª giornata | Bayern Monaco | 0 – 0 referto | Hertha Berlino | Allianz Arena (75.000 spett.)\| Arbitro: \| Winkmann \| |
| Arbitro:                                                       | Winkmann      |               |                |                                                         |

| Arbitro: | Willenborg |

|  |           |                                                       |
|  | Marcatori | 25’ (aut.) Schwolow 28’ Tolisso 54’ Wagner 69’ Müller |

| Arbitro: | Dingert |

|                                                  |           |  |
| Ribéry 8’ 81’ Lewandowski 12’ 19’ 90’ Robben 55’ | Marcatori |  |

| Arbitro: | Fritz |

|                      |           |            |
| Keïta 37’ Werner 56’ | Marcatori | 12’ Wagner |

| Arbitro: | Dankert |

|                                                                 |           |  |
| Lewandowski 5’ 44’ 87’ J. Rodríguez 14’ Müller 23’ Ribéry 45+1’ | Marcatori |  |

| Arbitro: | Schmidt |

|                 |           |                                                    |
| Süle 18’ (aut.) | Marcatori | 32’ Tolisso 38’ J. Rodríguez 62’ Robben 87’ Wagner |

| Arbitro: | Kampka |

|                                                               |           |          |
| Wagner 37’ 41’ Thiago Alcántara 51’ Alaba 67’ Lewandowski 82’ | Marcatori | 9’ Drmić |

| Arbitro: | Petersen |

|  |           |                                     |
|  | Marcatori | 57’ Müller 73’ Lewandowski 89’ Rudy |

| Arbitro: | Dingert |

|                                            |           |            |
| Dorsch 43’ Wagner 76’ Rafinha 87’ Süle 90’ | Marcatori | 78’ Haller |

| Arbitro: | Steinhaus |

|                 |           |                                           |
| Süle 30’ (aut.) | Marcatori | 59’ Rodríguez 61’ Lewandowski 78’ Tolisso |

| Arbitro: | Stegemann |

|             |           |                                    |
| Tolisso 21’ | Marcatori | 5’ 55’ Ginczek 42’ Dōnīs 52’ Akolo |

### Coppa di Germania
| Arbitro: | Steinhaus |

|  |           |                                                       |
|  | Marcatori | 20’, 60’ Lewandowski 51’ Coman 79’ Ribéry 89’ Hummels |

| Arbitro: | Zwayer |

|                                         |                      |                                       |
| Forsberg 68’ (rig.)                     | Marcatori            | 73’ Thiago Alcántara                  |
| Bernardo Kampl Halstenberg Orban Werner | Tiri di rigore 4 – 5 | Lewandowski Alaba Hummels Rudy Robben |

| Arbitro: | Stegemann |

|                        |           |                |
| Boateng 12’ Müller 40’ | Marcatori | 77’ Yarmolenko |

| Arbitro: | Schmidt |

|  |           |                                                                  |
|  | Marcatori | 19’ Coman 25’ Lewandowski 42’ Kimmich 55’ Tolisso 86’ 89’ Robben |

| Arbitro: | Siebert |

|                          |           |                                                           |
| L. Bender 16’ Bailey 72’ | Marcatori | 3’ 9’ Lewandowski 52’ 64’ 78’ Müller 60’ Thiago Alcántara |

| Arbitro: | Zwayer |

|                 |           |                               |
| Lewandowski 53’ | Marcatori | 11’ 82’ Rebić 90+6’ Gaćinović |

### Fase a gironi
| Arbitro: | Tagliavento |

|                                                  |           |  |
| Lewandowski 12’ (rig.) Alcántara 65’ Kimmich 90’ | Marcatori |  |

| Arbitro: | Mateu Lahoz |

|                                     |           |  |
| Dani Alves 2’ Cavani 31’ Neymar 63’ | Marcatori |  |

| Arbitro: | Karasëv |

|                                    |           |  |
| Müller 17’ Kimmich 29’ Hummels 51’ | Marcatori |  |

| Arbitro: | Makkelie |

|              |           |                             |
| McGregor 74’ | Marcatori | 22’ Coman 77’ Javi Martínez |

| Arbitro: | Taylor |

|           |           |                             |
| Hanni 63’ | Marcatori | 51’ Lewandowski 77’ Tolisso |

| Arbitro: | Cakir |

|                                 |           |            |
| Lewandowski 8’ Tolisso 37’, 69’ | Marcatori | 50’ Mbappé |

#### Fase ad eliminazione diretta

##### Ottavi di finale
| Arbitro: | Hategan |

|                                              |           |  |
| Müller 43’ 66’ Coman 53’ Lewandowski 79’ 88’ | Marcatori |  |

| Arbitro: | Oliver |

|             |           |                                                  |
| V. Love 59’ | Marcatori | 18’ Thiago Alcántara 46’ (aut.) Gönül 84’ Wagner |

##### Quarti di finale
| Arbitro: | Orsato |

|             |           |                                          |
| Sarabia 31’ | Marcatori | 37’ (aut.) J. Navas 68’ Thiago Alcántara |

| Monaco di Baviera 11 aprile 2018, ore 20:45 CEST Ritorno | Bayern Monaco | 0 – 0 referto | Siviglia | Allianz Arena (70.000 spett.)\| Arbitro: \| Collum \| |
| Arbitro:                                                 | Collum        |               |          |                                                       |

##### Semifinale
| Arbitro: | Kuipers |

|             |           |                         |
| Kimmich 28’ | Marcatori | 44’ Marcelo 57’ Asensio |

| Arbitro: | Cakir |

|                 |           |                             |
| Benzema 11’ 46’ | Marcatori | 3’ Kimmich 63’ J. Rodríguez |

### Supercoppa di Germania
| Arbitro: | Zwayer |

|                                               |                      |                                            |
| Pulisic 12’ Aubameyang 71’                    | Marcatori            | 18’ Lewandowski 88’ (aut.) Bürki           |
| Dembélé Philipp Aubameyang Rode Castro Bartra | Tiri di rigore 4 – 5 | Lewandowski Ribéry Kimmich Rudy Vidal Süle |

## Statistiche

### Statistiche di squadra
Statistiche aggiornate a maggio 2018. 
| Competizione | Punti           | In casa | In casa | In casa | In casa | In casa | In casa | In trasferta | In trasferta | In trasferta | In trasferta | In trasferta | In trasferta | Totale | Totale | Totale | Totale | Totale | Totale | DR  |
| Competizione | Punti           | G       | V       | N       | P       | Gf      | Gs      | G            | V            | N            | P            | Gf           | Gs           | G      | V      | N      | P      | Gf     | Gs     | DR  |
| --- | --------------- | ------- | ------- | ------- | ------- | ------- | ------- | ------------ | ------------ | ------------ | ------------ | ------------ | ------------ | ------ | ------ | ------ | ------ | ------ | ------ | --- |
| Bundesliga | 78 (1º posto)   | 17      | 14      | 2       | 1       | 56      | 15      | 17           | 13           | 1            | 3            | 36           | 13           | 34     | 27     | 3      | 4      | 92     | 28     | +64 |
| Coppa di Germania | Finalista       | 1       | 1       | 0       | 0       | 2       | 1       | 5            | 4            | 1            | 0            | 24           | 5            | 6      | 4      | 1      | 1      | 21     | 7      | +14 |
| Supercoppa di Germania | Vincitore       | 0       | 0       | 0       | 0       | 0       | 0       | 0            | 0            | 0            | 0            | 0            | 0            | 1      | 0      | 1      | 0      | 2      | 2      | +0  |
| Champions League | 15 (Semifinale) | 6       | 4       | 1       | 1       | 15      | 3       | 6            | 4            | 1            | 1            | 11           | 9            | 12     | 8      | 2      | 2      | 26     | 12     | +14 |
| ! 93 \|! 24 \|! 19 \|! 3 \|! 2 \|! 73 \|! 19 \|! 28 \|! 21 \|! 3 \|! 4 \|! 71 \|! 27 \|! 53 \|! 39 \|! 7 \|! 7 \|! 141 \|! 49 \|! +92 |                 |         |         |         |         |         |         |              |              |              |              |              |              |        |        |        |        |        |        |     |

### Andamento in campionato
| Giornata  | 1 | 2 | 3 | 4 | 5 | 6 | 7 | 8 | 9 | 10 | 11 | 12 | 13 | 14 | 15 | 16 | 17 | 18 | 19 | 20 | 21 | 22 | 23 | 24 | 25 | 26 | 27 | 28 | 29 | 30 | 31 | 32 | 33 | 34 |
| --------- | - | - | - | - | - | - | - | - | - | -- | -- | -- | -- | -- | -- | -- | -- | -- | -- | -- | -- | -- | -- | -- | -- | -- | -- | -- | -- | -- | -- | -- | -- | -- |
| Luogo     | C | T | T | C | T | C | T | C | T | C  | T  | C  | T  | C  | T  | C  | T  | T  | C  | C  | T  | C  | T  | C  | T  | C  | T  | C  | T  | C  | T  | C  | T  | C  |
| Risultato | V | V | P | V | V | N | N | V | V | V  | V  | V  | P  | V  | V  | V  | V  | V  | V  | V  | V  | V  | V  | N  | V  | V  | P  | V  | V  | V  | V  | V  | V  | P  |
| Posizione | 1 | 2 | 6 | 3 | 2 | 3 | 2 | 2 | 2 | 1  | 1  | 1  | 1  | 1  | 1  | 1  | 1  | 1  | 1  | 1  | 1  | 1  | 1  | 1  | 1  | 1  | 1  | 1  | 1  | 1  | 1  | 1  | 1  | 1  |

Fonte:  Bundesliga – Classifiche , su sport.sky.it, sport.sky.it.
Legenda:

Luogo: C = Casa; T = Trasferta. Risultato: V = Vittoria; N = Pareggio; P = Sconfitta.

### Statistiche dei giocatori
In corsivo i giocatori che hanno lasciato la squadra a stagione già iniziata.
| Giocatore        | Bundesliga | Bundesliga | Bundesliga  | Bundesliga | Coppa di Germania | Coppa di Germania | Coppa di Germania | Coppa di Germania | Champions League | Champions League | Champions League | Champions League | Supercoppa di Germania | Supercoppa di Germania | Supercoppa di Germania | Supercoppa di Germania | Totale   | Totale | Totale      | Totale     |
| Giocatore        | Presenze   | Reti       | Ammonizioni | Espulsioni | Presenze          | Reti              | Ammonizioni       | Espulsioni        | Presenze         | Reti             | Ammonizioni      | Espulsioni       | Presenze               | Reti                   | Ammonizioni            | Espulsioni             | Presenze | Reti   | Ammonizioni | Espulsioni |
| ---------------- | ---------- | ---------- | ----------- | ---------- | ----------------- | ----------------- | ----------------- | ----------------- | ---------------- | ---------------- | ---------------- | ---------------- | ---------------------- | ---------------------- | ---------------------- | ---------------------- | -------- | ------ | ----------- | ---------- |
| D. Alaba         | 23         | 2          | 1           | 0          | 6                 | 0                 | 0                 | 0                 | 7                | 0                | 0                | 0                | 0                      | 0                      | 0                      | 0                      | 36       | 2      | 1           | 0          |
| N. Dorsch        | 1          | 1          | 0           | 0          | 0                 | 0                 | 0                 | 0                 | 0                | 0                | 0                | 0                | 0                      | 0                      | 0                      | 0                      | 1        | 1      | 0           | 0          |
| N. Süle          | 27         | 2          | 1           | 0          | 5                 | 0                 | 0                 | 0                 | 9                | 0                | 0                | 0                | 1                      | 0                      | 0                      | 0                      | 42       | 2      | 1           | 0          |
| J. Rodríguez     | 23         | 7          | 2           | 0          | 4                 | 0                 | 0                 | 0                 | 12               | 1                | 1                | 0                | 0                      | 0                      | 0                      | 0                      | 39       | 8      | 3           | 0          |
| J. Bernat        | 11         | 0          | 1           | 0          | 0                 | 0                 | 0                 | 0                 | 1                | 0                | 1                | 0                | 0                      | 0                      | 0                      | 0                      | 12       | 0      | 2           | 0          |
| J. Boateng       | 19         | 1          | 4           | 0          | 3                 | 1                 | 2                 | 0                 | 9                | 0                | 2                | 0                | 0                      | 0                      | 0                      | 0                      | 31       | 2      | 8           | 0          |
| M. Friedl        | 1          | 0          | 0           | 0          | 0                 | 0                 | 0                 | 0                 | 0                | 0                | 0                | 0                | 0                      | 0                      | 0                      | 0                      | 1        | 0      | 0           | 0          |
| K. Coman         | 21         | 3          | 0           | 0          | 5                 | 2                 | 1                 | 0                 | 6                | 2                | 0                | 0                | 1                      | 0                      | 0                      | 0                      | 33       | 7      | 1           | 0          |
| K.O. Wriedt      | 1          | 0          | 0           | 0          | 1                 | 0                 | 0                 | 0                 | 0                | 0                | 0                | 0                | 0                      | 0                      | 0                      | 0                      | 2        | 0      | 0           | 0          |
| S. Wagner        | 14         | 8          | 1           | 0          | 1                 | 0                 | 0                 | 0                 | 3                | 1                | 1                | 0                | -                      | -                      | -                      | -                      | 18       | 9      | 2           | 0          |
| M. Hummels       | 26         | 1          | 3           | 0          | 5                 | 1                 | 1                 | 0                 | 9                | 1                | 1                | 0                | 1                      | 0                      | 0                      | 0                      | 41       | 3      | 5           | 0          |
| J. Kimmich       | 29         | 1          | 1           | 0          | 6                 | 1                 | 1                 | 0                 | 11               | 4                | 2                | 0                | 1                      | 0                      | 0                      | 0                      | 47       | 6      | 4           | 0          |
| S. Rudy          | 25         | 1          | 2           | 0          | 4                 | 0                 | 1                 | 0                 | 5                | 0                | 2                | 0                | 1                      | 0                      | 0                      | 0                      | 35       | 1      | 5           | 0          |
| R. Lewandowski   | 30         | 29         | 1           | 0          | 6                 | 6                 | 2                 | 0                 | 10               | 5                | 1                | 0                | 1                      | 1                      | 1                      | 0                      | 47       | 41     | 5           | 0          |
| J. Martínez      | 22         | 1          | 1           | 0          | 4                 | 0                 | 0                 | 0                 | 10               | 1                | 0                | 0                | 1                      | 0                      | 0                      | 0                      | 37       | 2      | 1           | 0          |
| T. Müller        | 29         | 8          | 3           | 0          | 5                 | 4                 | 0                 | 0                 | 10               | 3                | 1                | 0                | 1                      | 0                      | 0                      | 0                      | 45       | 15     | 4           | 0          |
| M. Neuer         | 3          | -2         | 0           | 0          | 0                 | -0                | 0                 | 0                 | 1                | -0               | 0                | 0                | 0                      | -0                     | 0                      | 0                      | 4        | -2     | 0           | 0          |
| Rafinha          | 26         | 0          | 4           | 0          | 3                 | 0                 | 0                 | 0                 | 9                | 1                | 1                | 0                | 1                      | 0                      | 0                      | 0                      | 39       | 1      | 5           | 0          |
| F. Ribéry        | 20         | 5          | 3           | 0          | 5                 | 1                 | 1                 | 0                 | 8                | 0                | 3                | 0                | 1                      | 0                      | 0                      | 0                      | 34       | 6      | 7           | 0          |
| A. Robben        | 21         | 5          | 0           | 0          | 4                 | 2                 | 0                 | 0                 | 9                | 0                | 0                | 0                | 0                      | 0                      | 0                      | 0                      | 34       | 7      | 0           | 0          |
| C. Tolisso       | 26         | 6          | 2           | 0          | 5                 | 1                 | 0                 | 0                 | 8                | 3                | 2                | 0                | 1                      | 0                      | 0                      | 0                      | 40       | 10     | 4           | 0          |
| T. Starke        | 2          | -0         | 0           | 0          | 0                 | -0                | 0                 | 0                 | 0                | -0               | 0                | 0                | 0                      | -0                     | 0                      | 0                      | 2        | -0     | 0           | 0          |
| Thiago Alcántara | 19         | 2          | 2           | 0          | 3                 | 2                 | 1                 | 0                 | 10               | 3                | 2                | 0                | 0                      | 0                      | 0                      | 0                      | 32       | 7      | 5           | 0          |
| S. Ulreich       | 29         | -26        | 1           | 0          | 6                 | -7                | 0                 | 0                 | 11               | -12              | 1                | 0                | 1                      | -2                     | 0                      | 0                      | 47       | -47    | 2           | 0          |
| A. Vidal         | 22         | 6          | 6           | 0          | 4                 | 0                 | 3                 | 0                 | 8                | 0                | 1                | 0                | 1                      | 0                      | 1                      | 0                      | 35       | 6      | 11          | 0          |
| L. L. Mai        | 2          | 0          | 0           | 0          | 0                 | 0                 | 0                 | 0                 | 0                | 0                | 0                | 0                | 0                      | 0                      | 0                      | 0                      | 2        | 0      | 0           | 0          |
| M. Shabani       | 1          | 0          | 0           | 0          | 0                 | 0                 | 0                 | 0                 | 0                | 0                | 0                | 0                | 0                      | 0                      | 0                      | 0                      | 1        | 0      | 0           | 0          |
| F. Evina         | 2          | 0          | 0           | 0          | 0                 | 0                 | 0                 | 0                 | 0                | 0                | 0                | 0                | 0                      | 0                      | 0                      | 0                      | 2        | 0      | 0           | 0          |